# Поликсо
Поликсо (грч. Πολυξώ) је у грчкој митологији било име више личности.

## Митологија
- Хигин је убраја у нисејске нимфе[1], али и у хијаде[2]. Такође се убраја и у менаде и једна је од оних које су покушале да убију Ликурга, али и у додонске нимфе.[3] Нимфа најада је једна од Данајевих жена и мајка данаида Антелије, Аутоноје, Брике, Клеодоре, Клеопатре, Електре, Ерато, Еуридике, Евипе, Глаукипе, Стигне и Теано.[4] Она је кћерка бога реке Нил.[5]
- Према Аполодору, она је Никтејева супруга и Антиопина мајка.[6]
- Дојкиња краљице Хипсипиле у Лемну, где су је славили као пророчницу.[6] Према неким изворима, била је нимфа хијада.[7]
- Жена са Аргоса, Тлеполемова супруга.[6] Пошто је њен супруг због убиства морао да побегне на острво Родос, она га је пратила у изгнанство, а преузела је власт након његове преране смрти испред зидина Троје, уместо свог малолетног сина. У спомен на свог супруга приредила је игре дечака, где су победници овенчани лишћем сребрне тополе. Међутим, мужа није прежалила и желела је да се освети Хелени јер ју је сматрала одговорном за тројански рат. Када су Никострат и Мегапент протерали Хелену из Спарте, она је дошла код своје пријатељице Поликсо на Родос. Према једном предању, Поликсо је успела да се освети Хелени тако што је обукла своје слушкиње у ериније које су испрепадале Хелену толико да је полудела, а потом је и обесиле о дрво. Према другом предању, није успела, јер када су Менелај и Хелена стигли до обала Родоса, Поликсо је предводила жене које су захтевале да им преда Хелену. Он ју је сакрио под палубу, а њима дао најлепшу робињу обучену у хаљине његове жене. Разјарене жене су растргле робињу за коју су мислиле да је Хелена, а Менелај је, сачекавши повољније ветрове, отпловио за завичај.[7]